# Aviazione navale ucraina
L'Aviazione navale (in ucraino Морська Авіація?, Mors'ka Aviacija) è la componente aerea della Marina militare ucraina. Le sue origini risalgono al periodo immediatamente successivo alla dissoluzione dell'Unione Sovietica, quando le unità dell'aviazione navale sovietica che si trovavano in territorio ucraino dovettero essere spartite. È formata da una brigata, per un totale di circa 2500 uomini.

## Storia

### Origini
Dopo lo scioglimento dell'URSS, una parte significativa dell'aviazione navale sovietica si trovava in Ucraina, in particolare la 2ª Divisione Missilistica di Aviazione Marittima della Guardia (a Hvardiiske) e il 30º Reggimento Autonomo da Ricognizione di Aviazione Marittima (a Novofedorivka), equipaggiati con Tu-22 e Tu-22M. Nel 1997, quando Russia e Ucraina con un apposito trattato trovarono un accordo sulla spartizione della Flotta del Mar Nero ex sovietica, la seconda ricevette 12 aerei e 30 elicotteri. In seguito al Memorandum di Budapest alcuni aeromobili vennero demoliti, mentre altri trasferiti all'aeronautica militare a causa di riorganizzazione del budget.
Alcune unità navali ucraine, con al seguito alcuni mezzi aerei, parteciparono a dispiegamenti di forze come l'Operazione Atalanta e l'Operazione Ocean Shield.

### Conflitto russo-ucraino

#### Crisi di Crimea
Durante l'occupazione russa Crimea del 2014 l'aviazione navale ucraina è riuscita a trasferire un certo numero di velivoli dalla base di Novofedorivka verso l'Ucraina continentale il 5 marzo. Fra questi ritroviamo un Kamov Ka-27PL, tre Mil Mi-14PL, un Beriev Be-12 e due Antonov An-26. Più di una dozzina di aerei ed elicotteri, che si trovavano in manutenzione, dovettero essere abbandonati, e ciò, unitamente alla nazionalizzazione da parte russa della Sevastopol Aviation Enterprise, compromise la sostenibilità a lungo termine dell'aviazione navale ucraina.

#### Invasione russa su vasta scala

##### Personale decorato durante la 2ª invasione russa dell'Ucraina
N.B.: Il seguente elenco non include i piloti dell'Aeronautica militare ucraina e di quelli dell'Esercito.
- col. pil. Ihor Volodymyrovyč Bedzaj †
- cap. Serhij Mykolajovyč Muščyc'kyj †
- magg. pil. Mychajlo Ihorovyč Zaremba †

## Struttura e organizzazione
Tutti gli aeromobili in servizio all'aviazione navale sono controllati dalla 10ª Brigata di aviazione navale, organizzata come segue:
- 10ª Brigata di aviazione navale "Eroe dell'Ucraina colonnello Ihor Bedzaj" (unità militare A1688)
  - Quartier generale
  - Gruppo aerei
  - Gruppo elicotteri
  - Gruppo UAV (Bayraktar TB2)
  - Battaglione comunicazioni e supporto radio
  - Battaglione di supporto tecnico
  - Compagnia CSAR
  - Compagnia logistica
  - Compagnia meteorologica
  - Plotone genieri
  - Plotone sicurezza

## Aeromobili in uso
Sezione aggiornata annualmente in base al World Air Force di Flightglobal del corrente anno. Tale dossier non contempla UAV, aerei da trasporto VIP ed eventuali incidenti accorsi durante l'anno della sua pubblicazione. Modifiche giornaliere o mensili che potrebbero portare a discordanze nel tipo di modelli in servizio e nel loro numero rispetto a WAF, vengono apportate in base a siti specializzati, periodici mensili e bimestrali. Tali modifiche vengono apportate onde rendere quanto più aggiornata la tabella.
| Aeromobile                           | Origine          | Tipo                        | Versione (denominazione locale) | In servizio (2024) | Note | Immagine |
| Aerei per impieghi speciali          |                  |                             |                                 |                    | |          |
| Beriev Be-12 Mail                    | Unione Sovietica | SAR                         | Be-12                           | 2                  | Dei 18 esemplari ancora in organico fino al 2020, all'agosto 2022 ne rimangono in servizio solo due esemplati. |          |
| Aeromobili a pilotaggio remoto - UAV |                  |                             |                                 |                    | |          |
| Bayraktar TB2                        | Turchia          | UAV                         | TB2                             | 6                  | 6 TB2 ordinati nel 2019, il primo dei quali è stato consegnato il 15 luglio 2021. |          |
| Aerei da trasporto                   |                  |                             |                                 |                    | |          |
| Antonov An-26 Curl                   | Ucraina          | aereo da trasporto tattico  | An-26                           | 2                  | |          |
| Elicotteri                           |                  |                             |                                 |                    | |          |
| Kamov Ka-27 Helix                    | Unione Sovietica | elicottero antisommergibile | Ka-27PL                         | 4                  | 4 Ka-27PL in servizio al gennaio 2022. |          |
| Mil Mi-14 Haze                       | Unione Sovietica | SAR                         | Mi-14PLM                        | 3                  | Dei 4 Mi-14PLM in organico, solo tre sono operativi. |          |
| Mil Mi-8 Hip                         | Unione Sovietica | elicottero utility          | Mi-8MSB                         | 2                  | 2 Mi-8MSB utilizzati per eliassalto in servizio a dicembre 2021. |          |
| Kamov Ka-226 Hoodlum                 | Russia           | elicottero multiruolo       | Ka-226B                         | 1                  | 1 Ka-226B riportato in servizio a dicembre 2018. |          |
| Westland Sea King                    | Regno Unito      | SAR                         | HU5                             | 2                  | 3 Sea King HU5 ex HeliOperations (in precedenza già appartenuti alla Royal Navy) ceduti dalla Gran Bretagna a novembre 2022, il primo dei quali consegnato il 12 dello stesso mese, il secondo il 21 dicembre successivo, il terzo il 13 maggio 2023. Ulteriori 6 Sea King Mk. 41 ex Marineflieger tedesca donati a gennaio 2024. Uno dei tre esemplari ex Royal Navy è stato perso in un incidente il 22 febbraio 2025. |          |

### Aeromobili ritirati
- Kamov Ka-29TB Helix - 2 esemplari[9][11]